# NGC 1425
NGC 1425 (również PGC 13602 lub UGCA 84) – galaktyka spiralna (Sb), znajdująca się w gwiazdozbiorze Pieca. Została odkryta 9 października 1790 roku przez Williama Herschela. Galaktyka ta należy do gromady w Piecu.